# Néstor Luis Pérez
Néstor Luis Pérez Luzardo (Maracaibo, Venezuela, 15 de diciembre de 1882-Caracas, Venezuela, 4 de febrero de 1949) fue un abogado y político venezolano. Se desempeñó como ministro de Fomento de Venezuela en 1936 y una de las más destacadas figuras de la jurisprudencia latinoamericana.
Bajo su dirección la economía venezolana dio el primer paso hacia la modernidad, con la creación de leyes, organismos e instituciones, necesarios para el desarrollo industrial del país. Fue el primer ministro venezolano que tuvo un enfoque nacional de la industria petrolera. Con la aprobación de las leyes petroleras que presentó al parlamento en 1938, finalizó la Política de Concesiones a compañías extranjeras, se autorizó al gobierno a intervenir en cualquier fase del negocio petrolero y se lograron por primera vez importantes ventajas para el fisco.

## Datos biográficos
Néstor Luis Pérez nació en la ciudad de Maracaibo, el 15 de diciembre de 1882. Era hijo del general Eduardo Pérez Fabelo, interventor de la aduana del Puerto de Maracaibo, senador al Congreso y candidato a la presidencia del Estado Zulia. Su madre era doña Adela Luzardo Esteva, sobrina del Joaquín Esteva Parra, fundador de la Escuela de Medicina de la Universidad del Zulia, y hermana del general Joaquín Luzardo Esteva, de conocida figuración en la región zuliana.
El general Pérez tuvo una gran influencia en su hijo, cuya infancia transcurrió escuchando con admiración las proezas de la vida militar de su progenitor y las anécdotas de su cautiverio en una cárcel de Caracas, La Rotunda. El padre murió cuando Néstor Luis Pérez tenía apenas doce años de edad.

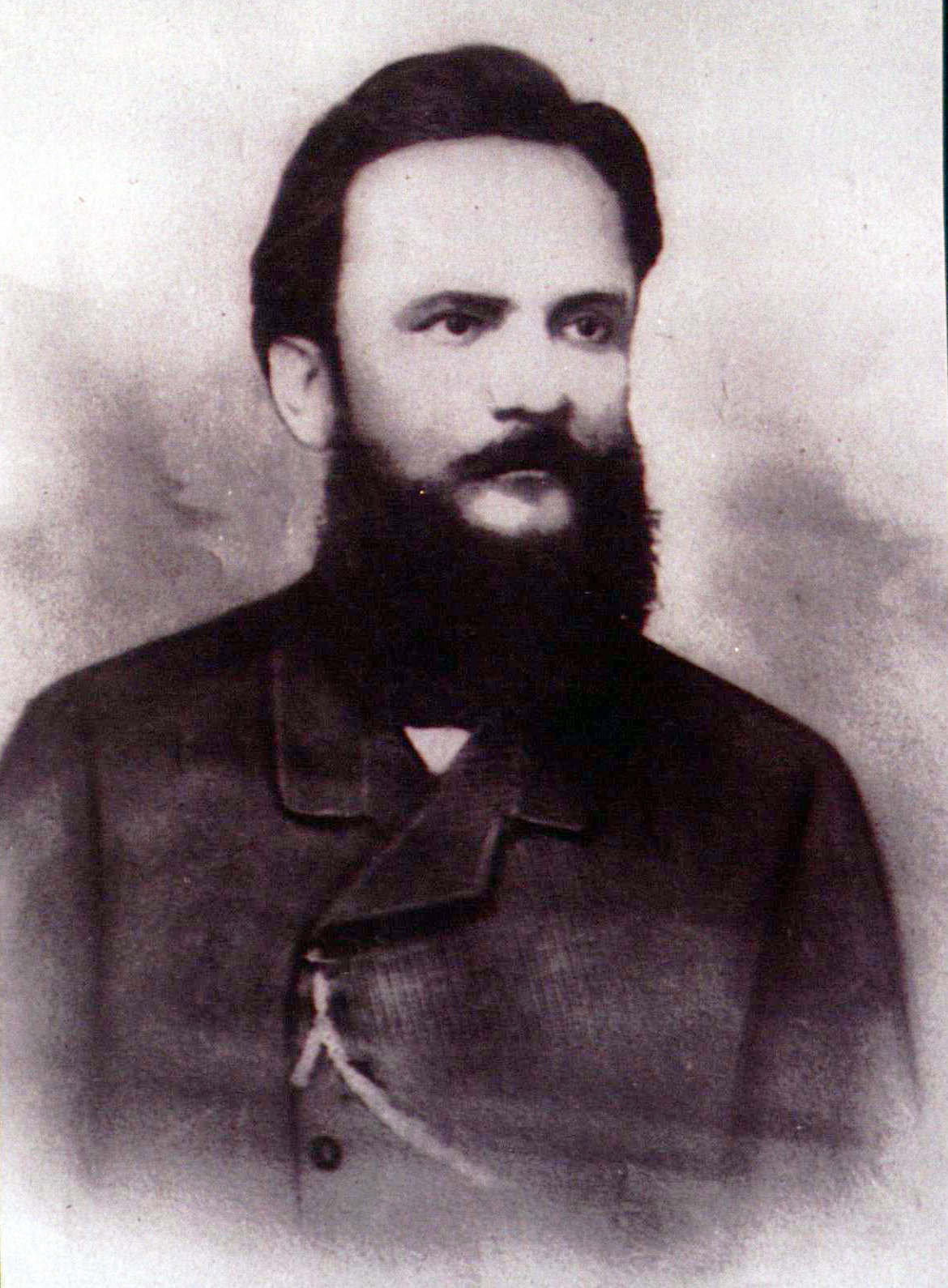
General Eduardo Pérez Fabelo, padre de Néstor Luis Pérez

La desaparición del General Pérez dejaba un profundo vacío en la sociedad marabina, que había seguido muy de cerca sus campañas por preservar la autonomía de la región. La ausencia de aquel padre, luchador y carismático, cambió también el curso de la vida de sus ocho hijos. La adolescencia y juventud de Néstor Luis Pérez transcurrieron a la sombra de su madre, matrona de temple, profundamente religiosa, que se encargó de arraigar en el joven Pérez Luzardo y sus hermanos una sólida educación católica.
La dedicatoria de su tesis doctoral refleja el apego a sus padres y el papel fundamental que desempeñaron en la formación moral que haría de él un jurista íntegro: A los que me dieron el ser y alumbraron mis primeros pasos en la vida, infundiéndome con los preceptos de la moral, la afición y el amor por la instrucción, dedico estas primicias de mi estudio: a mi padre, en el ara que guarda sus despojos, como recuerdo a su memoria venerada y a su paternal deseo: y a mi madre, como tributo de ternura filial, en el altar de sus afectos.

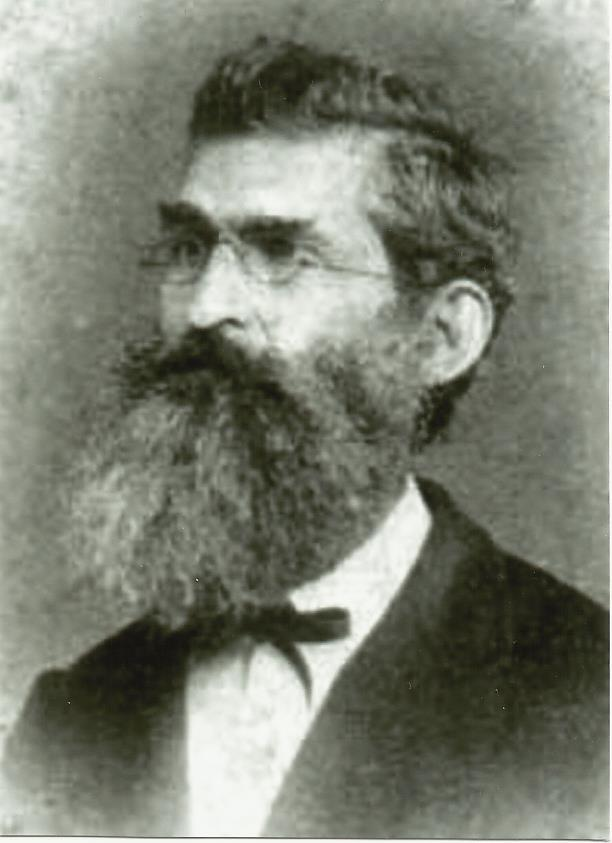
Joaquín Esteva Parra, antepasado de Néstor Luis Pérez

Hizo sus estudios de bachillerato en la ciudad de Maracaibo y luego inició la carrera de leyes en la Universidad del Zulia. Cuando en 1904 la Universidad del Zulia fue clausurada por el presidente Cipriano Castro, Néstor Luis Pérez se trasladó a la ciudad capital, Caracas. Allí continuó sus estudios, en la Universidad Central de Venezuela, y obtuvo tres años después el título de doctor en Leyes.

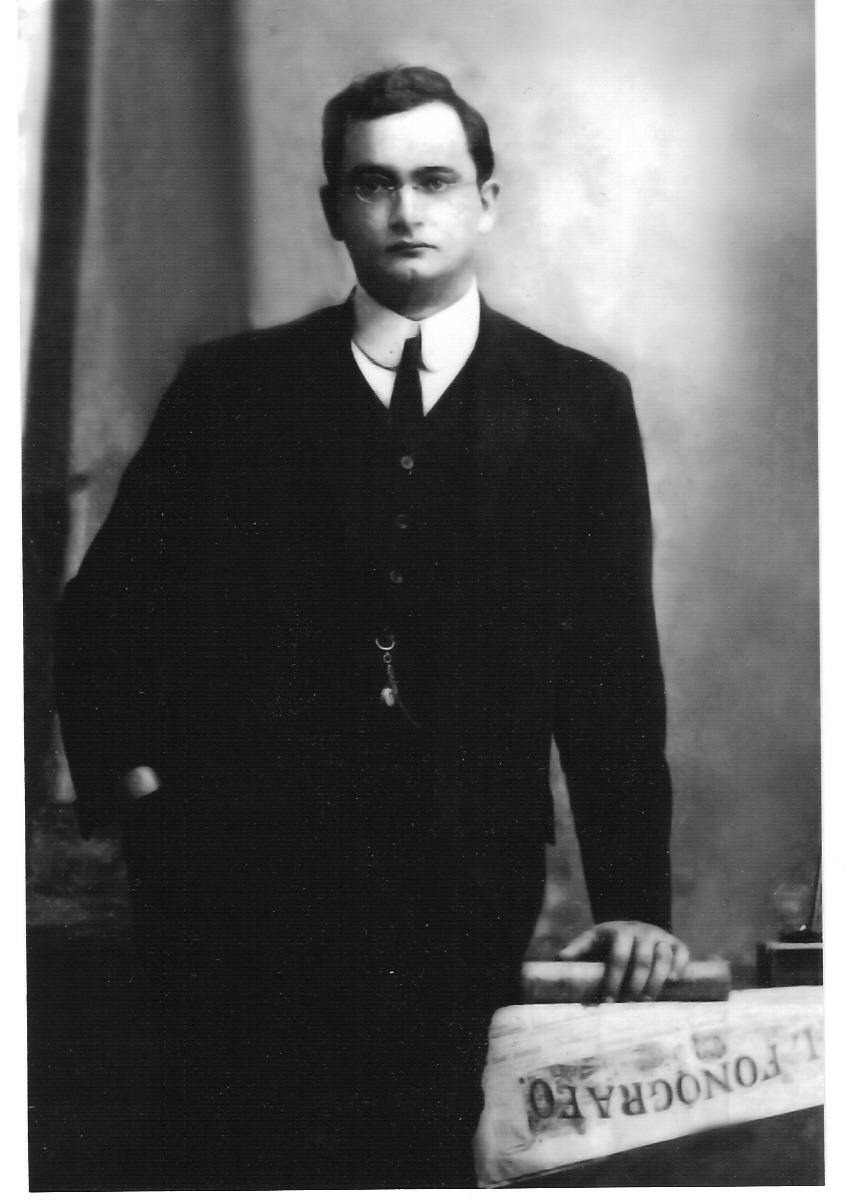
Eduardo López Bustamante, director de «El Fonógrafo» y fiel compañero de Néstor Luis Pérez

Regresó a Maracaibo con su título de abogado en la mano y un brillante expediente estudiantil. Se residenció en la calle Carabobo, de su ciudad natal, al lado de su madre y sus hermanos, y se rodeó inmediatamente de los jóvenes intelectuales de su tiempo y de sus más cercanos parientes, todos íntimamente ligados al acontecer político de la región. Por esta época estrecharía su relación con el que fuera su más fiel amigo, Eduardo López Bustamante; otro ilustre marabino que más tarde se casaría con Aurora Pérez Luzardo, hermana del jurista. Así comenzó la vida política de Néstor Luis Pérez y lo que sería también un largo camino de persecuciones, encarcelamientos y destierro.
En 1921, Néstor Luis Pérez contrajo matrimonio con Isabel Leboff Pulgar, oriunda de Maracaibo. La familia Pérez Leboff salió al exilio en 1924, a causa de la persecución política del dictador Juan Vicente Gómez. En el año 1936, tras la muerte de Gómez, Néstor Luis Pérez regresó a su país y se dedicó de lleno al servicio público y a la docencia. Su muerte ocurrió el 4 de febrero de 1949 en la ciudad de Caracas, donde actualmente reposan sus restos.

## Primeros pasos en la política
En cuanto obtuvo su diploma de abogado en Caracas, Néstor Luis Pérez regresó a la ciudad de Maracaibo y comenzó a ejercer su profesión. En 1909 fue elegido presidente del Concejo municipal de la ciudad. Allí tuvo que enfrentarse por primera vez a la dictadura de Juan Vicente Gómez, viéndose obligado a renunciar al cargo debido a las constantes incursiones del gobierno, prohibiendo las decisiones del Concejo y violando la autonomía de la municipalidad.
En 1910 regresó al Cabildo como vicepresidente y entonces se escribió la página más interesante de la historia municipal de Maracaibo. El escritor zuliano Atenógenes Olivares (hijo) narra los hechos en su libro «Siluetas ilustres del Zulia»: En cuanto el ejecutivo regional atropella la autonomía del ayuntamiento con el objeto de hacer una inspección en los libros de contabilidad, el cuerpo edilicio protesta por el abuso. El Dr. Néstor Luis Pérez amenaza al ejecutivo con hacer valer uno de los recursos que le confiere la ley, en garantía de sus fueros autonómicos, y el gobernador del Zulia Gumersindo Méndez consigue del dictador Juan Vicente Gómez que sean reducidos a prisión los dignos concejales, quienes fueron encerrados en el Castillo de San Carlos...tenía el Dr. Pérez un gran concepto de lo que significaba el poder municipal como piedra angular del poder público.

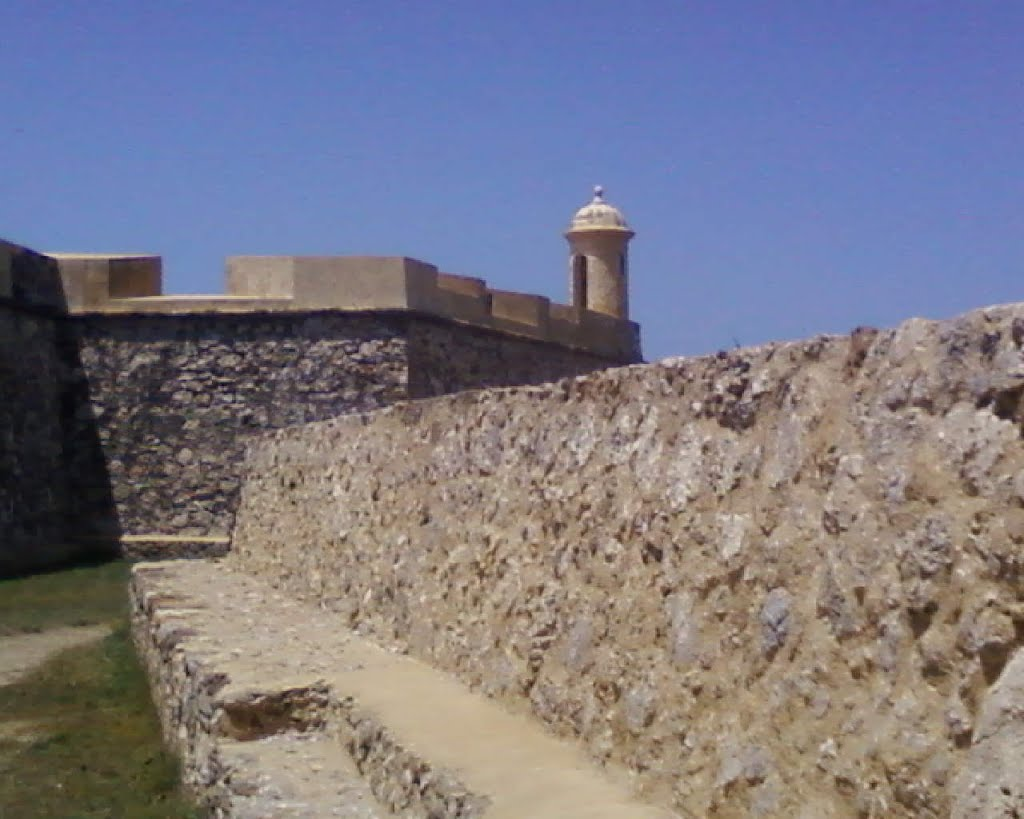
Castillo de San Carlos de la Barra, primera prisión de Néstor Luis Pérez

Al salir de prisión de San Carlos estuvo sometido al acoso diario del gobierno local que le vigilaba y perseguía como a un criminal. La residencia de la familia Pérez Luzardo, en la calle Carabobo de Maracaibo, número 4-24, era constantemente allanada y sus pertenencias eran requisadas por la policía del gobierno. En 1913 es acusado de conspirar contra el gobierno de Gómez y es llevado de nuevo a prisión. Esta vez se le recluye en La Rotunda, por entonces una cárcel llena de presos políticos enfermos, desnutridos y maltratados. Allí paso nueve años, con grillete y perno en los pies, viviendo condiciones infrahumanas.

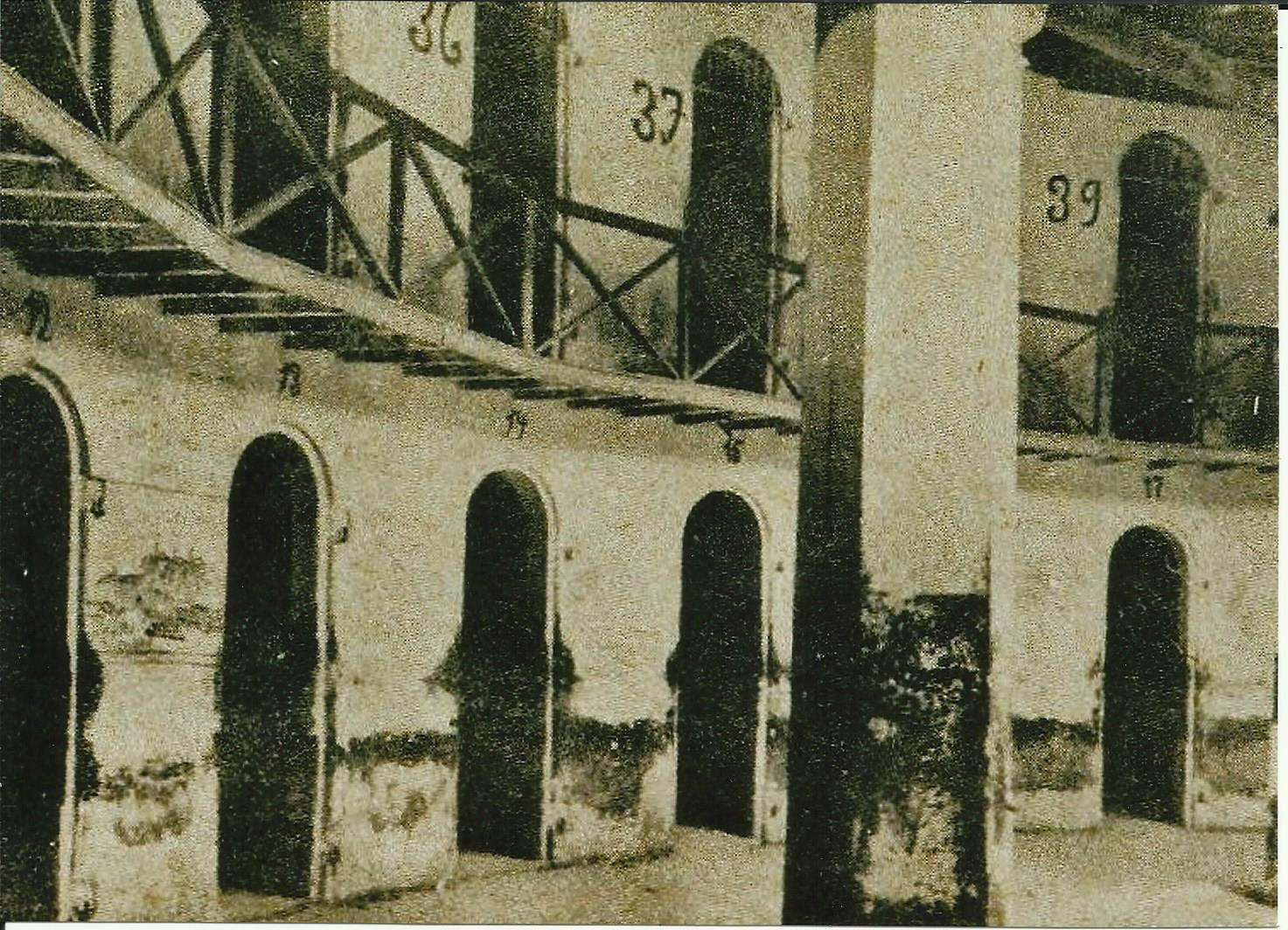
Calabozos numerados en la cárcel «La Rotunda» en Caracas, donde estuvo preso Néstor Luis Pérez durante nueve años

En la prisión mantuvo siempre su dignidad, como lo refiere Atenógenes Olivares:...en 1918 el Dr. Demetrio Losada Díaz, para la fecha embajador de Venezuela en Colombia, le pidió al dictador la libertad del Dr. Néstor Luis Pérez, libertad a la que Gómez accedió con una condición, la de que el zuliano le solicitara por escrito su libertad. Cuando el Dr. Losada Díaz le comunicó la noticia al Dr. Pérez, éste le respondió con tres palabras: «No lo haré». Durante el largo cautiverio desarrolló una activa labor de solidaridad con los presos políticos. Estaba pendiente de cada uno de los que le acompañaban en La Rotunda y, en particular, de los incomunicados de la planta alta del penal. En su libro «Memorias de un venezolano de la decadencia», el escritor venezolano José Rafael Pocaterra se refiere al gesto que tuvo con él cuando llegó a La Rotunda: ...algunos se comunicaban con la calle...a los pocos días de preso, Néstor Luis Pérez me envió con un ordenanza un pedazo de lápiz: que escriba aquí lo que quiere que le manden de afuera. Aunque mucho tiempo después, dadas las condiciones de vigilancia de La Rotunda, el escritor recibió lo que había pedido, gracias a la solidaridad y audacia del jurista, que se arriesgaba con ello al castigo de aislamiento.

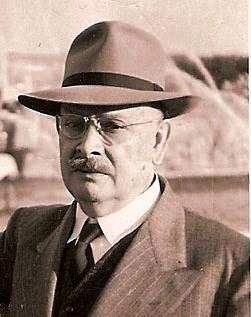
Carlos López Bustamante, contacto entre Néstor Luis Pérez y su familia durante el cautiverio en la Rotunda

En efecto, había un contacto con el exterior del penal. El diario El Fonógrafo de Maracaibo, cuyo director era entonces el fiel amigo, Eduardo López Bustamante, publicaba una edición simultánea en Caracas, a cargo del hermano menor de Eduardo, Carlos López. De alguna manera se estableció un contacto secreto entre Néstor Luis Pérez y Carlos López Bustamante, quien, a través del telégrafo, se las arreglaba para servir de enlace entre La Rotunda y El Fonógrafo de Maracaibo; y entre Néstor Luis Pérez y sus familiares en el Zulia, emparentados con los López Bustamante.
Néstor Luis Pérez salió en libertad en 1921 y se residenció en la ciudad de Caracas para recomenzar su profesión de abogado. Sin embargo, el acecho y la persecución del gobierno de Gómez continuaron y, viendo amenazada su seguridad y la de su familia, se marchó al exilio en 1924. Los años de destierro del jurista transcurrieron entre Los Estados Unidos y Puerto Rico. 

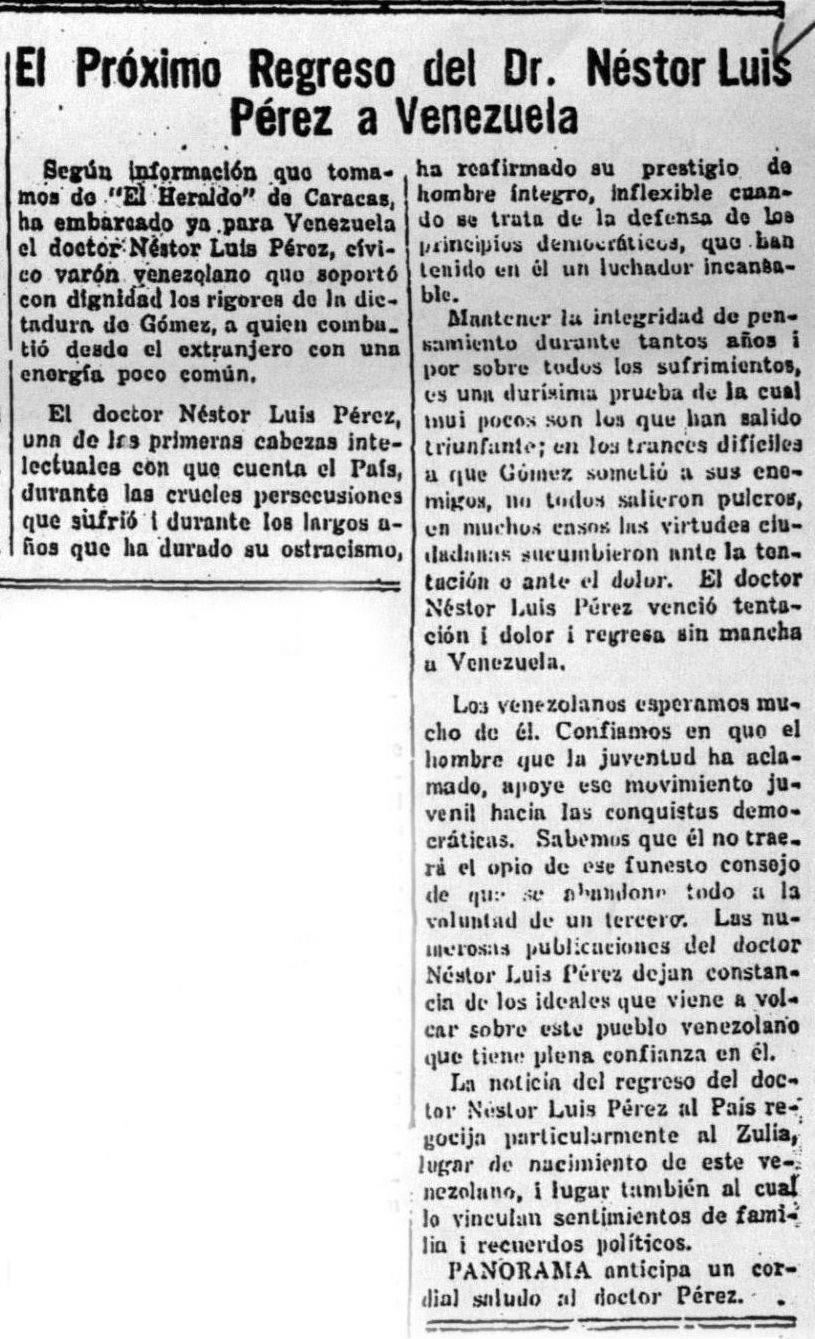
Noticia sobre el regreso de Néstor Luis Pérez a Venezuela, tras la muerte del dictador Juan Vicente Gómez

Durante quince años, Néstor Luis Pérez fue uno de los más activos venezolanos de la resistencia en el exterior. Las anécdotas de sus luchas contra el dictador desde tierras lejanas, fueron convirtiéndole en una figura mítica en su país, por entonces sumergido en la barbarie «gomecista».

## Retorno a la patria
"Juan Vicente Gómez murió en 1935. Este personaje, fue uno de los dictadores más crueles y longevos de Hispanoamérica durante el siglo veinte. Su muerte marcó el final de una etapa y el comienzo de una nueva era en Venezuela: el regreso de los desterrados que habían sobrevivido el exilio. Entre ellos Néstor Luis Pérez, que pisó de nuevo el suelo patrio a finales del mes de enero de 1936".

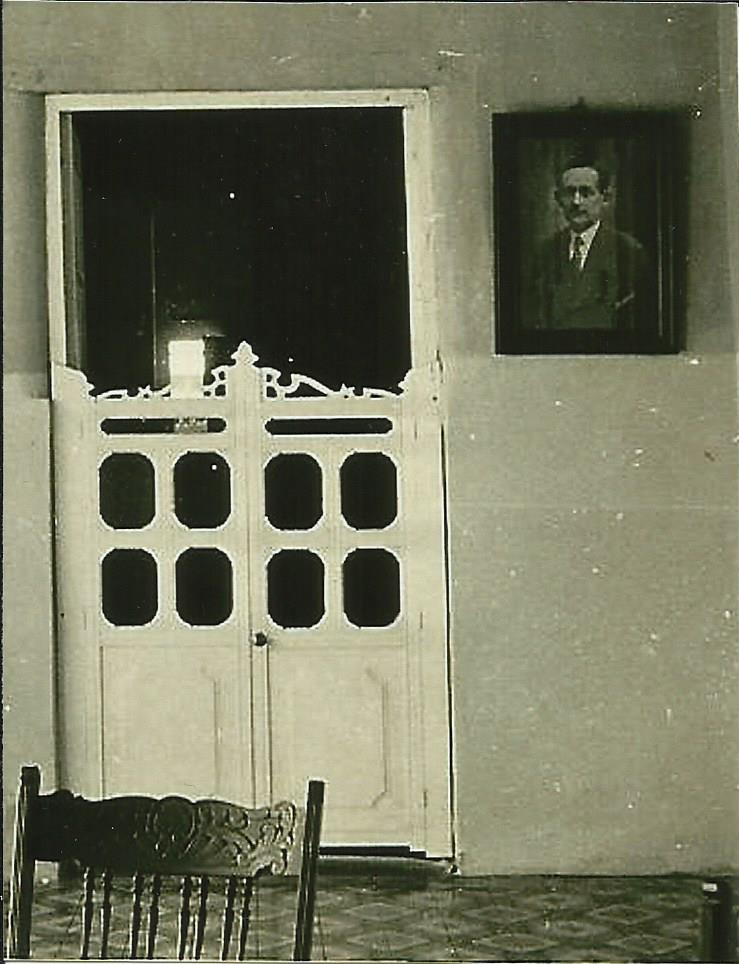
Retrato del jurista en su casa natal, ubicada en la calle Carabobo de la ciudad de Maracaibo.

Regresó a Venezuela sin ánimos de venganzas, odios o rencores y, dadas las difíciles circunstancias del momento, decidido a prestar sus servicios al país si le eran requeridos. Su primera visita a Maracaibo después del exilio constituyó para los zulianos el paso de una leyenda por aquella ciudad. El escritor Nectario Andrade Labarca, quien muchos años después de la anécdota sería ministro en el gabinete del presidente venezolano Rafael Caldera, relata la llegada del jurista a su ciudad natal: tuvimos la osadía de acercarnos a la casa de unos parientes suyos, donde se hospedó, movidos por la curiosidad de conocerlo. Lo logramos, pero sólo de vista, a cierta distancia. En la sala de la céntrica casa, amplia y provista de numerosas sillas, una de las cuales ocupaba el Dr. Pérez, se daba cita para saludarlo y presentarle sus respetos un apreciable concurso de personas mayores, nosotros, que apenas estábamos saliendo de la adolescencia, nos sentimos cohibidos.

## Ministro de Fomento
Al morir el dictador Gómez, tomó la presidencia de Venezuela su ministro de guerra, Eleazar López Contreras. Si bien otro «gomecista», López Contreras poseía una idea más amplia del poder y mostraba mejor disposición para escuchar el clamor popular. Junto a otros civiles ilustres, Néstor Luis Pérez fue llamado por López Contreras para colaborar con su gobierno, que deseaba emprender una futura transición democrática.
Entonces la radio echó a volar la noticia de que Néstor Luis Pérez sería designado presidente del estado Zulia. La noticia produjo algo inusitado en la ciudad de Maracaibo. El pueblo se echó a la calle a celebrar hasta el amanecer y los marabinos enarbolaron la bandera nacional en las ventanas y los techos de sus casas; acto entonces sólo obligatorio en las fechas patrias.
López Contreras, que tenía otros planes para el zuliano, lo designó ministro de Fomento, cargo desde el cual desempeñó una histórica cruzada para la recuperación de la industria petrolera venezolana. Néstor Luis Pérez fue el primer ministro venezolano que dio un enfoque nacional a esa industria. Dejó claras sus intenciones desde el comienzo, en el contenido del discurso que pronunció al tomar posesión del cargo: Aquí son muchas las cosas urgentes que hay que hacer, entre otras... organizar el negociado del petróleo para permitir la riqueza nacional, que es la industrialización del país. De inmediato puso en práctica la política de no otorgar nuevas concesiones a las multinacionales del petróleo, que venían operando en Venezuela desde hacía muchos años.

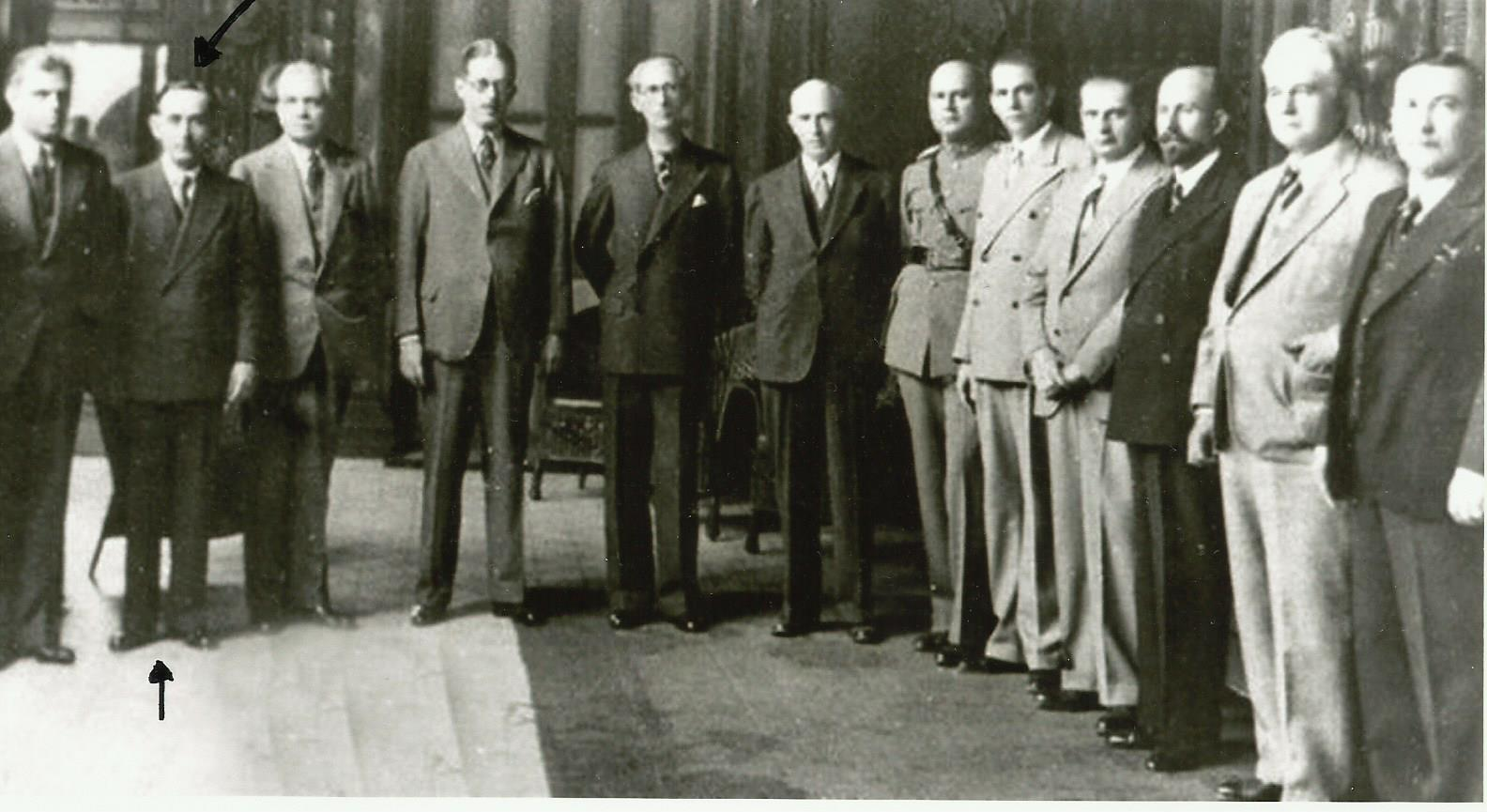
Néstor Luis Pérez, segundo de izquierda a derecha, junto a otros ministros del gabinete de López Contreras.

Revisó a fondo los impuestos y los contratos petroleros, rescatando para el fisco muchos millones de bolívares estableciendo leyes que permitían al estado venezolano intervenir en cualquier fase del negocio petrolero; por entonces plagado de vicios heredados de la época «gomecista». El despacho a su cargo preparó la famosa Ley de Hidrocarburos de 1938, que pasaría a la historia venezolana como el primer conjunto de leyes petroleras con perspectiva nacionalista.

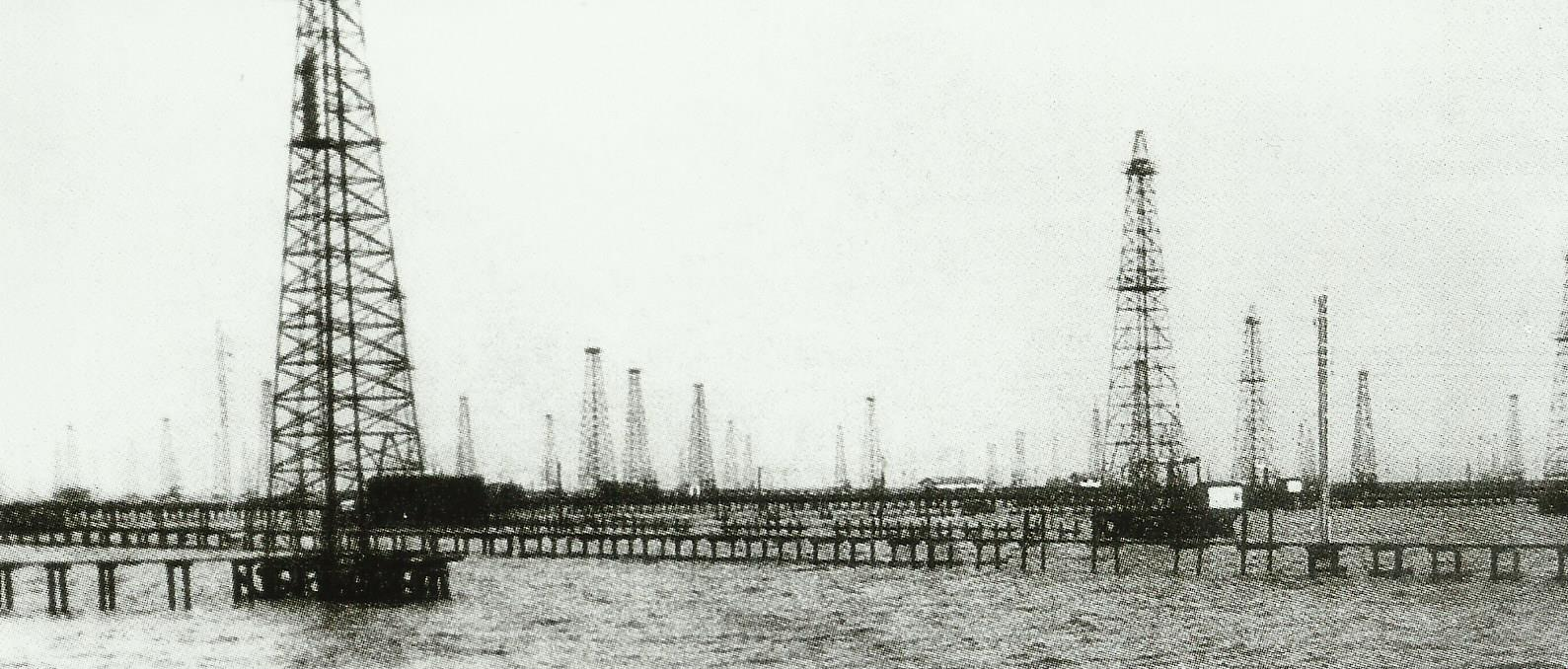
Instalaciones petroleras en el Lago de Maracaibo, a comienzos del siglo XX

La reforma petrolera impulsada por Néstor Luis Pérez era, sin duda alguna, un reflejo de su honradez nacionalista. El escritor venezolano Alfredo Tarre Murzi, lo describe en su libro «Biografía de Maracaibo» como el primer Ministro de Fomento que se enfrenta resueltamente a las omnipotentes empresas petroleras inglesas y americanas. Rómulo Betancourt, presidente de Venezuela en dos períodos, escribió sobre Néstor Luis Pérez: ''López Contreras contó con un ministro brillante y honesto en materia de petróleo. En su libro «Venezuela, política y petróleo», Betancourt le dedica las siguientes palabras: ese desatinado despilfarro de las reservas del petróleo fue interrumpido, transitoriamente, durante el breve paso por el Ministerio de Fomento, de un venezolano íntegro, el doctor Néstor Luis Pérez...y hoy, cuando ya no vive ese patriota venezolano, quiero dejar testimonio aquí de su manera honrada de conducir las relaciones entre las empresas concesionarias y el estado.
Néstor Luis Pérez se dio además a la tarea de crear los despachos de gobierno necesarios para el desarrollo de las industrias. Fue el creador del Servicio Técnico de Mineralogía de Venezuela que daría origen al Ministerio de Minas e Hidrocarburos, ente regulador de la actividad petrolera venezolana. Hizo levantar la primera carta geológica del país y fue el creador de la Dirección General de Estadísticas del Ministerio de Fomento. Ordenó el primer censo económico de Venezuela, creó el Servicio de Turismo y la primera Ley de Turismo de Venezuela. A él se le debe también la creación del Banco Industrial de Venezuela, en el año 1937, y todas las históricas reformas económicas que llevó a cabo el gobierno del general López Contreras.

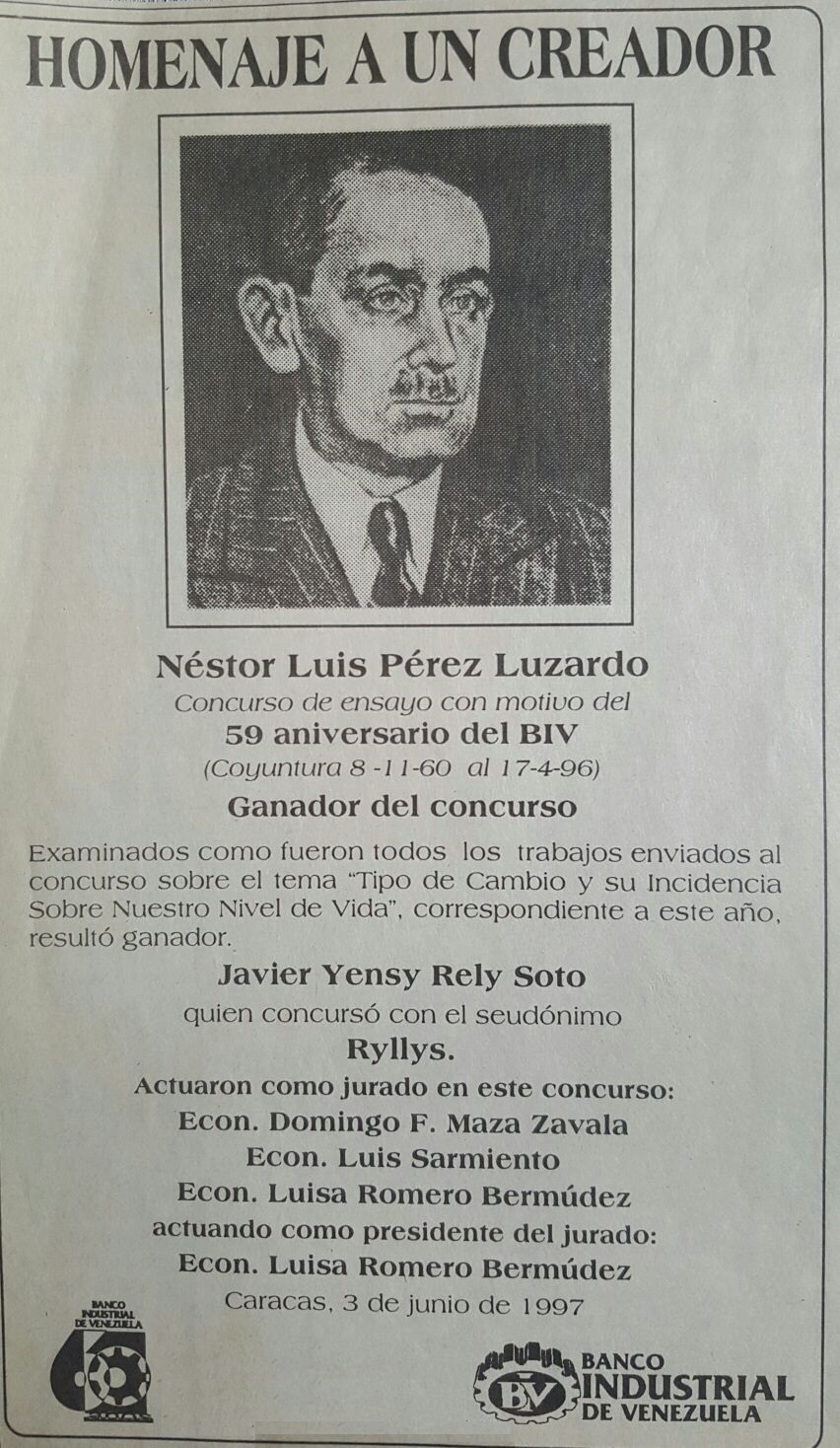
Aviso sobre el ganador del «Concurso Néstor Luis Pérez Luzardo», organizado por el Banco Industrial de Venezuela en su 59 aniversario

Al dejar el Ministerio de Fomento se reintegró al ejercicio de su profesión y se dedicó también a la docencia. Por varios años ejerció las cátedras de Derecho Civil y Derecho Internacional Privado en la Universidad Central de Venezuela. Fue además magistrado de justicia del estado Zulia, miembro del los colegios de abogados de Caracas y Maracaibo; de la Academia de Ciencias Políticas y Sociales de Filadelfia y de la Academia de Ciencias Políticas y Sociales de Venezuela.

## Legado
Néstor Luis Pérez cambió el rumbo de la política petrolera de su país, al ser el primer venezolano que dio un enfoque nacionalista a la actividad económica más importante de Venezuela. Sentó las bases de la industria petrolera moderna y creó todas las dependencias de gobierno necesarias para el desarrollo de la misma.
Fue uno de los más destacados abogados venezolanos de su tiempo, autor de muchas obras de interesante contenido jurídico. Entre estas publicaciones destaca «El lago de Maracaibo no pertenece a Venezuela», en la que Pérez hacía referencia a las empresas extranjeras que extraían el petróleo del subsuelo lacustre, pagando impuestos irrisorios y sin rendir mayores cuentas al estado venezolano.
Se le considera el cerebro económico del gobierno del general López Contreras, que marcó una nueva era de florecimiento industrial en Venezuela, después de 27 años de atraso y dictadura gomecista. A partir de 1936, cuando tomó a su cargo el Ministerio de Fomento, la economía venezolana dio su primer paso hacia la modernidad, al promulgarse las leyes y las instituciones necesarias para el desarrollo económico del país.
Sus años de resistencia en la cárcel y su lucha en el exilio, contra la dictadura de Juan Vicente Gómez, dejaron para la posteridad el recuerdo de una figura mítica en su país; particularmente en su tierra natal, Maracaibo.
Falleció en las primeras horas de la tarde del 4 de febrero de 1949, en la ciudad de Caracas. El pueblo venezolano recibió la noticia con profunda tristeza y la prensa nacional se hizo eco del sentimiento colectivo. El editorial del diario El Universal de Caracas decía: Falleció ayer el notable jurista Néstor Luis Pérez, prestigioso hombre público, jurista de grandes méritos y modelo de ciudadano por su honestidad y probidad...deja un hondo vacío en la sociedad venezolana. En un artículo publicado por el diario El Gráfico a raíz de su muerte, el político Rafael Caldera describe a Néstor Luis Pérez como «aquel hombre que supo dar la luz de una actitud moral en momentos de negra oscuridad para la patria».